# The Hell E.P.
The Hell E.P. to minialbum amerykańskiej grupy hip-hopowej Gravediggaz i producenta Tricky’ego wydany w 1995 roku.

## Lista utworów
Informacje o utworach pochodzą ze strony discogs.com
1. Hell Is Round The Corner (Original Mix) – 3:44
2. Hell Is Round The Corner (The Hell & Water Mix) – 4:18
3. Psychosis - 6:34
  - Producent: The Rzarector
4. Tonite Is A Special Nite (Chaos Mass Confusion Mix) – 4:41
  - Producent: The Rzarector